# Doropayung (Pancur)
Doropayung is een bestuurslaag in het regentschap Rembang van de provincie Midden-Java, Indonesië. Doropayung telt 2013 inwoners (volkstelling 2010).